# Prüm (râu)
- Vezi și: Prüm oraș

Prüm este un râu cu o lungime de 85 km din Eifel, landul Renania de Nord-Westfalia din Germania. Râul traversează localitățile:
- Neuendorf;
- Olzheim;
- Prüm;
- Niederprüm
- Watzerath;
- Pittenbach;
- Pronsfeld;
- Lünebach;
- Merlscheid;
- Kinzenburg;
- Waxweiler;
- Niederpierscheid;
- Mauel;
- Merkeshausen;
- Echtershausen;
- Hamm;
- Wiersdorf;
- Hermesdorf;
- Wißmannsdorf;
- Brecht;
- Oberweis;
- Bettingen;
- Wettlingen;
- Peffingen;
- Holsthum;
- Prümzurlay;
- Irrel (vărsare in Nims);
- Menningen;

in Minden (vărsare in Sauer (afluent al râului Mosel).